# Klimkovice
Klimkovice é uma cidade checa localizada na região de Morávia-Silésia, distrito de Ostrava.